# Gurten
Gurten là một đô thị thuộc huyện Ried im Innkreis thuộc bang Oberösterreich, Áo. Đô thị Gurten có diện tích 16,2 km², dân số thời điểm năm 2006 là 1160 người.